# 運送
運送（うんそう、英語: carriage）または配送（はいそう）とは、請負により貨物や旅客を輸送すること。
個々の契約や行為ではなく、その事業やインフラについていう場合は、しばしば運輸（うんゆ）という語に置きかえられる。
船やトラック、フェリーなどで荷物を運ぶ。

## 概要
当事者の一方（運送人）が、貨物や旅客の場所的移動を約束し、相手方（依頼人）がこれに対して報酬を支払うことを指す。
運送にかかる契約は、仕事の完了を目的として、その結果に対して報酬が支払われるため、請負契約に属する。

## 日本に於ける法令上の分類
運送に関する事項は、その輸送手段により以下のとおり商法ならびに特別法で個別に規定されている。

### 陸運
商法第二編（商行為法）では、運送に関する行為を営業的商行為としたうえで、“陸上又ハ湖川、港湾ニ於テ”なす運送営業について直接規定している。
- 鉄道営業法
- 鉄道事業法
- 道路運送法
- 貨物自動車運送事業法
- 港湾運送事業法

### 海運
船舶にかかる運送契約は、商法第三編（海商法）が規定している。
- 海上運送法は、海上において船舶により人又は物の運送をする事業で港湾運送事業以外のものを船舶運航事業と定義している。

### 空運
- 航空法は、他人の需要に応じ、航空機を使用して有償で旅客又は貨物を運送する事業を航空運送事業と定義している。